# 絕命律師 (第五季)
美國犯罪劇情電視劇《絕命律師》第五季於2020年2月23日首播，並於2020年4月20日完結。該季總共十集，除了星期日播出的首播集之外，其餘每集均於美國東部時間星期一晚9點在AMC播出。作為《絕命毒師》的外傳，《絕命律師》由文斯·吉利根和彼得·古爾德共同開創，而兩人都曾參與《絕命毒師》的製作。上一季的常設演員托尼·代尔顿在第五季晉升為主要演員。
該季承接第四季完結時的劇情，時間背景是2004年，亦即是薩爾·古德曼與華特·懷特（布莱恩·科兰斯顿 飾）和傑西·平克曼（亚伦·保尔 飾）相遇的四年前。該季進一步展示吉米·麥吉爾（鮑勃·奧登科克 飾）在重新獲得律師執照後，以“薩爾·古德曼”的身份擔任專為罪犯服務的刑事辯護律師的轉變；霍華德·漢姆林（帕特里克·法比安 飾）在吉米的哥哥查克去世後一直對他釋出善意，但吉米卻完全拒絕；金·魏斯勒（蕾亚·塞洪 飾）對吉米陣發的詭密天性以及自己願意接受吉米道德上模棱兩可的行徑來推動她的職業生涯感到沮喪；拉洛·薩拉曼卡（托尼·代尔顿 飾）在阿爾伯克基的存在破壞了葛斯·弗林（詹卡洛·埃斯波西托 飾）的合法餐廳業務以及他在華雷斯販毒集團的聲譽；擔心父親安全的納丘·瓦加（迈克尔·曼多 飾），以及掙扎著應付殺害維爾納·齊格勒（Werner Ziegler）後的情緒的麥克·艾曼翠岳（喬納森·班克斯 飾）都被夾在葛斯和拉洛的衝突之間，而吉米和金最終也被捲入其中。
該季獲得評論家的普遍讚譽，特別是與前幾季相比的表演和高度緊張氣氛，更獲得第72届黄金时段艾美奖的四項提名，其中包括最佳劇情類劇集。

## 演員與角色

### 主要角色
- 鮑勃·奧登科克 飾演 吉米·麥吉爾／薩爾·古德曼（Jimmy McGill / Saul Goodman）：最近恢復執業的新墨西哥州律師，以薩爾·古德曼的身份從事刑事辯護法工作。他目前化名為吉恩·塔卡維奇（Gene Takavic）在奧馬哈經營一家肉桂卷專門店Cinnabon。
- 喬納森·班克斯 飾演 麥克·艾曼翠岳（Mike Ehrmantraut）：牧歌企業（Madrigal）安全顧問，葛斯犯罪的“清潔工（英语：Cleaner (crime)）”。
- 蕾亚·塞洪 飾演 金·魏斯勒（英语：Kim Wexler）：吉米的女朋友／妻子和知己，現在主要是一名企業銀行的律師，對公設辯護案件有道德上的熱情。
  - 凱蒂·貝絲·霍爾（Katie Beth Hall）在第六集“魏斯勒對古德曼（英语：Wexler v. Goodman）”的閃回片段（英语：Flashback (narrative)）中飾演少女時期的金。[1]
- 帕特里克·法比安 飾演 霍華德·漢姆林（英语：Howard Hamlin）：第三季查克·麥吉爾（英语：Chuck McGill）去世後HHM律師行（Hamlin, Hamlin & McGill）的唯一管理合夥人。
- 迈克尔·曼多 飾演 納丘·瓦加（Nacho Varga）：埃拉迪奧（Don Eladio）的墨西哥販毒集團的中尉，現在負責阿爾伯克基地區的日常運營；被夾在對立的薩拉曼卡家族和葛斯之間，在試圖殺死赫克特後被葛斯收編。
- 托尼·代尔顿 飾演 拉洛·薩拉曼卡（英语：Lalo Salamanca）：薩拉曼卡家族販毒業務的代理負責人，埃拉迪奧在阿爾伯克基的“清潔工（英语：Cleaner (crime)）”。
- 詹卡洛·埃斯波西托 飾演 葛斯·弗林（Gus Fring）：智利裔美國人，埃拉迪奧的華雷斯販毒集團（英语：Juárez Cartel）在阿爾伯克基的冰毒經銷商，經營快餐連鎖店“炸雞兄弟（英语：Los Pollos Hermanos）”來掩飾自己的毒梟身份。

### 常設角色
- 馬克·馬古利斯（英语：Mark Margolis） 飾演 赫克特·薩拉曼卡（英语：List of characters in the Breaking Bad franchise#Hector Salamanca）：曾經是一名殘暴的毒梟，中風後喪失說話和行動能力。[2]
- 麥斯希姆諾·阿爾奇尼加（英语：Max Arciniega） 飾演 多明戈·“瘋狂小八”·莫林納（Domingo "Krazy-8" Molina）：為納丘工作的冰毒經銷商。
- 薩沙·費爾德曼（Sasha Feldman）和摩根·克蘭茨（Morgan Krantz） 飾演 粘稠和羅恩（Sticky and Ron）：一對成為吉米委託人的吸毒者和小罪犯。
- 喬什·法登（英语：Josh Fadem） 飾演 攝製傢伙（Camera Guy）：一名幫助吉米拍攝不同影片的新墨西哥大學電影學生。
- 海莉·福爾摩斯（Hayley Holmes） 飾演 戲劇女孩（Drama Girl）：一名幫助吉米拍攝不同影片的新墨西哥大學電影學生。
- 朱利安·邦飛格里奧（Julian Bonfiglio） 飾演 收音傢伙（Sound Guy）：一名幫助吉米拍攝不同影片的新墨西哥大學電影學生。
- 凯瑞·康顿 飾演 史黛西·艾曼翠岳（英语：List of characters in the Breaking Bad franchise#Stacey Ehrmantraut）：麥克的寡婦兒媳，凱莉·艾曼翠岳（Kaylee Ehrmantraut）的母親。
- 傑瑞瑪·比蘇（英语：Jeremiah Bitsui） 飾演 維克多（英语：List of characters in the Breaking Bad franchise#Victor）：葛斯的副手。
- 雷·坎貝爾（Ray Campbell） 飾演 泰瑞斯·基特（英语：List of characters in the Breaking Bad franchise#Tyrus Kitt）：葛斯的副手。
- 胡安·卡洛斯·坎圖（Juan Carlos Cantu） 飾演 曼努埃爾·瓦加（英语：List of characters in the Breaking Bad franchise#Manuel Varga）：納丘的父親，是一家座椅面料店的老闆兼經理。
- 狄恩·諾里斯 飾演 漢克·史瑞德（Hank Schrader）：一名DEA探員；重新飾演他在《絕命毒師》中的角色。[3]
- 史蒂芬·麥可·奎查達（英语：Steven Michael Quezada） 飾演 史蒂夫·戈麥斯（英语：List of characters in the Breaking Bad franchise#Steven Gomez）：一名阿爾伯克基DEA探員；重新飾演他在《絕命毒師》中的角色。[3]
- 丹尼斯·布茨卡里斯（英语：Dennis Boutsikaris） 飾演 里奇·史威卡（英语：List of characters in the Breaking Bad franchise#Rich Schweikart）：S&C律師行（Schweikart & Cokely）的創始合夥人，金的老闆。
- 巴里·科爾賓（英语：Barry Corbin） 飾演 埃弗里特·阿克（Everett Acker）：一名屋主，梅薩維德銀行（Mesa Verde Bank）因計劃在地皮上興建呼叫中心而驅逐他。
- 雷克斯·林恩 飾演 凱文·華特爾（英语：List of characters in the Breaking Bad franchise#Kevin Wachtell）：梅薩維德銀行的首席執行官。
- 卡拉·皮夫科（英语：Cara Pifko） 飾演 佩奇·諾維克（英语：List of characters in the Breaking Bad franchise#Paige Novick）：梅薩維德銀行的高級顧問。
- 拉沃·克勞福特（英语：Lavell Crawford） 飾演 修爾·巴賓納（英语：List of characters in the Breaking Bad franchise#Huell Babineaux）：一名專業扒手，吉米聘請他負責安保。[4]
- 哈維爾·格拉傑達（Javier Grajeda） 飾演 胡安·博爾薩（Juan Bolsa）：埃拉迪奧的華雷斯販毒集團的高級成員。
- 彼得·迪斯（Peter Diseth） 飾演 比爾·奧克利（英语：List of characters in the Breaking Bad franchise#Bill Oakley）：一名地區副檢察官。
- 安慶名惠子 飾演 維奧拉·戈托（英语：List of characters in the Breaking Bad franchise#Viola Goto）：金的律師助理。

### 客串角色
- 罗伯特·佛斯特 飾演 埃德·加爾布雷思（英语：List of characters in the Breaking Bad franchise#Ed Galbraith）：為逃犯創造新身份的吸塵器修理工；重新飾演他在《絕命毒師》和《續命之徒》中的角色。[3]
- 史提芬·卡皮契 飾演 卡斯帕（Casper）：齊格勒施工團隊的成員。
- 唐·哈維（英语：Don Harvey (actor, born 1960)） 飾演 傑夫（Jeff）：認出吉恩就是薩爾·古德曼的出租車司機。
- 本·貝拉·伯姆（Ben Bela Böhm） 飾演 凱（Kai）：齊格勒施工團隊的成員。
- JB·布蘭克（英语：JB Blanc） 飾演 巴里·古德曼（Barry Goodman）：葛斯的醫療顧問。
- 史蒂芬·奧格 飾演 索布查克／X先生（Sobchak / Mr. X）：一名罪犯和私家偵探。
- 小埃德·貝格里 飾演 克里夫·梅因（英语：List of characters in the Breaking Bad franchise#Cliff Main）：D&M律師行（Davis & Main）的管理合夥人，吉米在第二季的前雇主。
- 諾伯特·韋瑟（英语：Norbert Weisser） 飾演 彼得·舒勒（Peter Schuler）：葛斯的“炸雞兄弟”的母公司牧歌電氣首席執行官；重新飾演他在《絕命毒師》中的角色。[5]
- 蘿拉·佛萊瑟 飾演 莉蒂亞·羅達特-奎爾（Lydia Rodarte-Quayle）：牧歌電氣的管理人，葛斯的合作者；重新飾演她在《絕命毒師》中的角色。[5]
- 丹尼爾·蒙卡達（英语：Daniel and Luis Moncada）和路易斯·蒙卡達（英语：Daniel and Luis Moncada） 飾演 萊昂內爾和馬可·薩拉曼卡（英语：List of characters in the Breaking Bad franchise#Leonel and Marco Salamanca）：埃拉迪奧的華雷斯販毒集團殘酷殺手。
- 史蒂文·鮑爾（英语：Steven Bauer） 飾演 埃拉迪奧·文特（Don Eladio Vuente）：華雷斯卡特爾販毒集團的頭目。
- 小羅伊·伍德（英语：Roy Wood Jr.） 飾演 格蘭特（Grant）：一名阿爾伯克基公設辯護律師。

## 集數
| 總集數 | 集數 （季） | 標題                                | 導演                | 編劇                         | 上線日期      | U.S.收視人數 （百萬） |
| ------ | ----------- | ----------------------------------- | ------------------- | ---------------------------- | ------------- | --------------------- |
| 41     | 1           | 魔法哥 Magic Man                    | 布朗溫·休斯         | 彼得·古爾德                  | 2020年2月23日 | 1.60                  |
| 42     | 2           | 打5折 50% Off                       | 諾貝托·巴爾巴       | 艾莉森·塔洛克（Alison Tatlock）            | 2020年2月24日 | 1.06                  |
| 43     | 3           | 非你莫屬 The Guy for This           | 邁克爾·莫里斯       | 安·切爾基斯（Ann Cherkis）              | 2020年3月2日  | 1.18                  |
| 44     | 4           | 合十禮 Namaste                      | 戈登·史密斯         | 戈登·史密斯                  | 2020年3月9日  | 1.22                  |
| 45     | 5           | 盡全力 Dedicado a Max               | 吉姆·麥凱           | 希瑟·馬里恩（Heather Marion）              | 2020年3月16日 | 1.45                  |
| 46     | 6           | 魏斯勒對古德曼 Wexler v. Goodman    | 邁克爾·莫里斯       | 托馬斯·施瑙茲                | 2020年3月23日 | 1.40                  |
| 47     | 7           | JMM                                 | 梅麗莎·伯恩斯坦（Melissa Bernstein） | 艾莉森·塔洛克                | 2020年3月30日 | 1.30                  |
| 48     | 8           | 中間人 Bagman                       | 文斯·吉利根         | 戈登·史密斯                  | 2020年4月6日  | 1.42                  |
| 49     | 9           | 上錯路 Bad Choice Road              | 托馬斯·施瑙茲       | 托馬斯·施瑙茲                | 2020年4月13日 | 1.51                  |
| 50     | 10          | 不可原諒之事 Something Unforgivable | 彼得·古爾德         | 彼得·古爾德、愛麗兒·萊文（Ariel Levine） | 2020年4月20日 | 1.59                  |

## 製作

### 開發
2018年7月28日，AMC在第四季播出前續訂《絕命律師》第五季。第五季在續訂時尚未確定總集數，甚至在2018年10月第四季結束後該劇的聯合開創者彼得·古爾德表示仍在與索尼影视电视討論第五季的長度，因為《絕命律師》的內容數量有限。2019年11月，AMC確認第五季將會有十集，並將於2020年2月23日首播。關於對第五季的期待，古爾德說吉米·麥吉爾／薩爾·古德曼的第一步是“試圖利用他在銷售預付費電話世界中的所有聯絡人。”他還提出一個關於薩爾“不僅是一名刑事律師，還是一名罪犯律師？”的聲譽問題。

### 選角
所有主要演員都繼續主演該季；鮑勃·奧登科克飾演吉米·麥吉爾／薩爾·古德曼，喬納森·班克斯飾演麥克·艾曼翠岳，蕾亚·塞洪飾演金·魏斯勒，帕特里克·法比安飾演霍華德·漢姆林，迈克尔·曼多飾演納丘·瓦加以及詹卡洛·埃斯波西托飾演葛斯·弗林。上一季飾演常設角色拉洛·薩拉曼卡的托尼·代尔顿在第五季晉升為主要演員。
2020年1月宣佈《絕命毒師》演員狄恩·諾里斯和史蒂芬·麥可·奎查達將重新飾演他們在該劇的角色漢克·史瑞德和史蒂夫·戈麥斯，而現實中過世的演員罗伯特·佛斯特則以《续命之徒：绝命毒师电影》中預錄影片的形式重新飾演埃德·加爾布雷思。該季的第一集是獻給佛斯特的。威廉·弗雷戴歷·伯爾原定在“盡全力”一集中回歸飾演帕特里克·庫比，但由於他需要處理個人事務，因此最終安排失敗。

### 拍攝
與其前作《絕命毒師》一樣，《絕命律師》以新墨西哥州阿爾伯克基為背景和拍攝。該季於2019年4月10日開始拍攝，並於2019年9月結束。
在該季首播集的第一個場景中，薩爾（以化名吉恩·塔卡維奇（Gene Takavic）隱藏自己的真實身份）正在內布拉斯加州的Cinnabon工作。這個場景以奧馬哈為背景，但實際上是在新墨西哥州阿爾伯克基的卡頓伍德購物中心拍攝。
該劇的聯合開創者文斯·吉利根說“中間人”這一集是他迄今為止執導的最具“挑戰性”的一集。

## 廣播
在美國，該季於2020年2月23日星期日和2月24日星期一進行兩晚首播，隨後又回到其常規時段。在該季首播前的幾星期，AMC播出《絕命毒師》馬拉松，並在其中播放《续命之徒：绝命毒师电影》作為《絕命律師》第五季的前奏。關於在第四季完結後將近一年半才播出第五季的決定，AMC電視網的娛樂網路集團總裁莎拉·巴內特（Sarah Barnett）表示長時間的中斷是“由人才需求導致的，因為這會導致節目質量下降，所以我們將不會忽視”。
該季於美國以外的某些國際市場在Netflix上發佈，劇集在AMC播出後的第二天即可觀看。

## 迴響

### 評價
| 第五季（2020年）：烂番茄追踪到的所有评论家的评论中，正面评论占比 |                                                              |
|                                                                  | 由于已知的技术原因，图表暂时不可用。带来不便，我们深表歉意。 |

該季與前四季一樣廣受評論家好評。根据評論匯總网站爛番茄汇总的184篇评论文章，99%的评论家给予第五季正面评价，使之獲得「認證新鮮」標識，平均打分为8.90分（满分10分）第五季在Metacritic網站上得到「普遍讚譽」，獲得了92/100分（16位影評人）。
《電視指南》的凱莉·康諾利（Kelly Connolly）給該季四顆半星（滿分五顆星）的評價，她認為《絕命律師》比其他前傳劇集更出色，稱該劇“清楚明白命運的悲劇已融入故事”。為《Collider》撰稿的亞當·奇特伍德（Adam Chitwood）給該季完美的五顆星評價，稱該劇可能比《絕命毒師》還要出色，並將其表演描述為“目前電視上的其他任何內容都無與倫比”。
《綜藝》的丹尼爾·達達里奧（Daniel D'Addario）對該季前幾集給予正面評價，稱“《絕命律師》在第五季也是倒數第二季的初期仍然保持驚險刺激但真正抑制的畫面。”《禿鷲博客》的珍·錢尼（Jen Chaney）表示金成長為與吉米相似的角色，讓觀看該季成為一種“比平常更使人心煩的體驗——用最好的方式，儘管仍然會引發焦慮。”《The Ringer》的艾莉森·赫爾曼（Alison Herman）特別強調該季的最後幾集，因為她提到《絕命律師》終於讓吉米涉及法律工作的故事和麥克涉及販毒集團的故事在幾季後完全相交，這起到很好的效果。
“中間人”一集獲得評論家和觀眾的普遍讚譽，有些人認為這是該劇最出色的一集；接著一集“上錯路”亦獲得類似的好評。
蕾亚·塞洪在第五季中飾演金的演出被一些評論家視為該季的出色演出。其中一名來自《滾石雜誌》的評論家艾倫·塞平沃爾將施翰描述為“《絕命律師》的MVP”，而另一名評論家布賴恩·塔萊里科（Brian Tallerico）則將施翰的表演稱為“過去十年所有節目中最好的演出之一”。《Collider》的麗茲·香農·米勒（Liz Shannon Miller）在談到她對艾美獎的冷落時寫道：“施翰在交出職業生涯最好的作品後尤其受傷；金·魏斯勒在第五季的旅程令人心碎，甚至是包括令人不寒而栗的經歷。”《CNN》的布賴恩·洛瑞（Brian Lowry）強調“上錯路”的最後一幕——金為吉米挺身而出——稱“真的是施翰的一年，她將金吸引到吉米的原因具體化”，這顯示了“角色的力量”。《TVLine》將施翰評為“本星期最佳演員”，以表彰她在“上錯路”中的演出——特別是最後一幕；他們寫道施翰正“在電視上提供最好的演出之一”。

### 收視率
| 序 | 標題           | 播出日期      | 收視率 （18–49歲） | 收視人数 （百萬） | DVR收視率 （18–49歲） | DVR收視人数 （百萬） | 總收視率 （18–49歲） | 總收視人数 （百萬） |
| -- | -------------- | ------------- | ------------------ | ----------------- | --------------------- | -------------------- | -------------------- | ------------------- |
| 1  | 魔法哥         | 2020年2月23日 | 0.5                | 1.60              | 0.5                   | 1.69                 | 1.0                  | 3.29                |
| 2  | 打5折          | 2020年2月24日 | 0.3                | 1.06              | 0.3                   | 1.29                 | 0.6                  | 2.34                |
| 3  | 非你莫屬       | 2020年3月2日  | 0.3                | 1.18              | 0.4                   | 1.45                 | 0.7                  | 2.63                |
| 4  | 合十禮         | 2020年3月9日  | 0.3                | 1.22              | 0.4                   | 1.49                 | 0.8                  | 2.71                |
| 5  | 盡全力         | 2020年3月16日 | 0.4                | 1.45              | 0.5                   | 1.55                 | 0.9                  | 3.00                |
| 6  | 魏斯勒對古德曼 | 2020年3月23日 | 0.3                | 1.40              | 0.5                   | 1.67                 | 0.9                  | 3.07                |
| 7  | JMM            | 2020年3月30日 | 0.3                | 1.30              | 0.5                   | 1.54                 | 0.8                  | 2.84                |
| 8  | 中間人         | 2020年4月6日  | 0.3                | 1.42              | 0.4                   | 1.34                 | 0.7                  | 2.76                |
| 9  | 上錯路         | 2020年4月13日 | 0.4                | 1.51              | 0.4                   | 1.39                 | 0.8                  | 2.90                |
| 10 | 不可原諒之事   | 2020年4月20日 | 0.4                | 1.59              | 0.4                   | 1.44                 | 0.8                  | 3.03                |

### 榮譽
| 典禮                         | 類別                                | 入圍者 | 結果 | 來源          |
| ---------------------------- | ----------------------------------- | --- | ---- | ------------- |
| 第36屆電視評論家協會獎       | 年度最佳節目                        | 《絕命律師》 | 提名 | [ 62 ] [ 63 ] |
| 第36屆電視評論家協會獎       | 最佳劇情類成就                      | 《絕命律師》 | 提名 | [ 62 ] [ 63 ] |
| 第36屆電視評論家協會獎       | 劇情類個人成就                      | 蕾亚·塞洪 | 提名 | [ 62 ] [ 63 ] |
| 第72届黄金时段艾美奖         | 最佳劇情類劇集                      | 《絕命律師》 | 提名 | [ 64 ]        |
| 第72届黄金时段艾美奖         | 最佳劇情類劇集男配角                | 詹卡洛·埃斯波西托 | 提名 | [ 64 ]        |
| 第72届黄金时段艾美奖         | 最佳劇情類劇集編劇                  | 托馬斯·施瑙茲 ；憑“上錯路”一集 | 提名 | [ 64 ]        |
| 第72届黄金时段艾美奖         | 最佳劇情類劇集編劇                  | 戈登·史密斯 ；憑“中間人”一集 | 提名 | [ 64 ]        |
| 第72屆黃金時段創意藝術艾美獎 | 最佳音樂監督                        | 托馬斯·戈盧比奇 ；憑“非你莫屬”一集 | 提名 | [ 65 ]        |
| 第72屆黃金時段創意藝術艾美獎 | 最佳喜劇類或劇情類劇集音效剪輯      | 尼克·福沙格、凱瑟琳·馬德森（Kathryn Madsen）、馬特·坦普爾（Matt Temple）、 托德·圖恩（Todd Toon）、傑夫·克蘭福德（Jeff Cranford）、簡·博格爾（Jane Boegel）、 傑森·紐曼（Jason Newman）、格雷格·巴巴內爾、亞歷克斯·烏爾里希（Alex Ullrich） ；憑“中間人”一集      | 提名 | [ 65 ]        |
| 第72屆黃金時段創意藝術艾美獎 | 最佳喜劇類或劇情類劇集混音          | 菲利普·W·帕爾默（Phillip W. Palmer）、拉里·本傑明（Larry Benjamin）、凱文·瓦倫丁 ；憑“中間人”一集 | 提名 | [ 65 ]        |
| 第72屆黃金時段創意藝術艾美獎 | 最佳喜劇類或劇情類劇集短片          | 《金·魏斯勒道德培訓》 | 獲獎 | [ 65 ]        |
| 第25屆衛星獎                 | 最佳電視劇——劇情類                  | 《絕命律師》 | 獲獎 | [ 66 ]        |
| 第25屆衛星獎                 | 最佳男主角——劇情類電視劇            | 鮑勃·奧登科克 | 獲獎 | [ 66 ]        |
| 第26届评论家选择电影奖       | 最佳劇情類劇集                      | 《絕命律師》 | 提名 | [ 67 ] [ 68 ] |
| 第26届评论家选择电影奖       | 最佳劇情類劇集男主角                | 鮑勃·奧登科克 | 提名 | [ 67 ] [ 68 ] |
| 第26届评论家选择电影奖       | 最佳劇情類劇集男配角                | 喬納森·班克斯 | 提名 | [ 67 ] [ 68 ] |
| 第26届评论家选择电影奖       | 最佳劇情類劇集女配角                | 蕾亚·塞洪 | 提名 | [ 67 ] [ 68 ] |
| 第26届评论家选择电影奖       | 最佳短篇系列 （英語：Best Short Form Series）             | 《金·魏斯勒道德培訓》 | 獲獎 | [ 67 ] [ 68 ] |
| 第78届金球奖                 | 劇情類劇集最佳男主角                | 鮑勃·奧登科克 | 提名 | [ 69 ]        |
| 第73屆美國編劇工會獎         | 電視：劇情類劇集                    | 《絕命律師》 | 提名 | [ 70 ] [ 71 ] |
| 第73屆美國編劇工會獎         | 電視：分集劇情類                    | 托馬斯·施瑙茲 ；憑“上錯路”一集 | 提名 | [ 70 ] [ 71 ] |
| 第73屆美國編劇工會獎         | 電視：分集劇情類                    | 艾莉森·塔洛克（Alison Tatlock） ；憑“JMM”一集 | 提名 | [ 70 ] [ 71 ] |
| 第73屆美國編劇工會獎         | 電視：分集劇情類                    | 彼得·古爾德、愛麗兒·萊文（Ariel Levine） ；憑“不可原諒之事”一集 | 提名 | [ 70 ] [ 71 ] |
| 第73屆美國編劇工會獎         | 電視：短篇新媒體類——原創 （英語：Television: Short Form New Media – Original） | 《金·魏斯勒道德培訓》 | 提名 | [ 70 ] [ 71 ] |
| 第27届美国演员工会奖         | 最佳劇情類劇集整體演出              | 喬納森·班克斯、托尼·代尔顿、詹卡洛·埃斯波西托、帕特里克·法比安、迈克尔·曼多、 鮑勃·奧登科克、蕾亚·塞洪                                                                          | 提名 | [ 72 ]        |
| 第27届美国演员工会奖         | 最佳劇情類劇集男演員                | 鮑勃·奧登科克 | 提名 | [ 72 ]        |
| 第32屆美國製片人工會獎       | 最佳分集劇集                        | 彼得·古爾德、文斯·吉利根、馬克·約翰遜、梅麗莎·伯恩斯坦（Melissa Bernstein）、 托馬斯·施瑙茲、黛安·默瑟（Diane Mercer）、戈登·史密斯、艾莉森·塔洛克（Alison Tatlock）、 安·切爾基斯（Ann Cherkis）、鮑勃·奧登科克、佩林茲·奧馬奧尼（Princess O'Mahoney） | 提名 | [ 73 ] [ 74 ] |
| 第32屆美國製片人工會獎       | 最佳短篇節目 （英語：Outstanding Short-Form Program）             | 《金·魏斯勒道德培訓》 | 提名 | [ 73 ] [ 74 ] |
| 第73屆美國導演工會獎         | 最佳導演——劇情類劇集                | 文斯·吉利根 | 提名 | [ 75 ]        |
| 第46屆土星獎                 | 最佳動作／驚悚電視劇                | 《絕命律師》 | 獲獎 | [ 76 ] [ 77 ] |
| 第46屆土星獎                 | 最佳電視男主角                      | 鮑勃·奧登科克 | 提名 | [ 76 ] [ 77 ] |
| 第46屆土星獎                 | 最佳電視女主角                      | 蕾亚·塞洪 | 提名 | [ 76 ] [ 77 ] |
| 第46屆土星獎                 | 最佳電視男配角                      | 喬納森·班克斯 | 提名 | [ 76 ] [ 77 ] |
| 第46屆土星獎                 | 最佳電視男配角                      | 托尼·代尔顿 | 提名 | [ 76 ] [ 77 ] |

回應艾美獎的提名，一些評論家認為奧登高基（之前每一季都被提名）和施翰被嚴重冷落。

## 家庭媒體
該季於2020年11月24日以藍光光碟和DVD（1區）形式發行。該發行套裝包括所有10集，以及每集演員和工作人員的評論音軌、刪減鏡頭和一些幕後花絮。

## 相關媒體

### 《金·魏斯勒道德培訓》
與第三季的《炸雞兄弟員工培訓》（英語：Los Pollos Hermanos Employee Training）和第四季的《牧歌電氣安全培訓》（英語：Madrigal Electromotive Security Training）類似，AMC於第五季播出期間在YouTube和社交媒體帳戶上發佈名為《金·魏斯勒道德培訓》（英語：Ethics Training with Kim Wexler）的一系列十條短片。道德培訓短片繼續以教育影片的形式呈現，結合吉米在幕後拍攝金的真人鏡頭和動畫片段，是“薩爾·古德曼製片公司”的產品。動畫片段包括對《絕命律師》和《絕命毒師》的致敬。該網絡短劇贏得第72屆黃金時段創意藝術艾美獎最佳喜劇類或劇情類劇集短片。

## 外部連結
- 《絕命律師》– 官方網站
- 在Netflix上觀看《絕命律師》
- 互联网电影数据库（IMDb）上《絕命律師》的资料（英文）
- 爛番茄上《絕命律師第五季》的資料（英文）
- Metacritic上《《絕命律師》第五季》的資料